# Sphenoptera arnoldii
Sphenoptera arnoldii  (лат.) — вид жуков-златок из рода Sphenoptera.

## Распространение
Южная Сибирь (Бурятия, Тува, Читинская область); Монголия.

## Описание
Длина 8,0—13,0 мм. Чёрно-бронзового цвета жуки с синеватым отливом снизу и на боках надкрылий. Переднеспинка расширяется кпереди. Междурядья на надкрыльях сильно (местами килевидно) приподняты. Тело широкое, не более чем в 3 раза длиннее ширины. Наличник отделён от лба швом (иногда посередине слегка размытым), образует пластинку полулунной или скобковидной формы. Брюшных тергитов семь.